# Котлениці
Котлениці (хорв. Kotlenice) — населений пункт у Хорватії, у Сплітсько-Далматинській жупанії у складі громади Дугополє.

## Населення
Населення за даними перепису 2011 року становило 148 осіб.
Динаміка чисельності населення поселення: